# آنا غاردنر
آنا غاردنر (بالإنجليزية: Anna Gardner)‏ هي مناهضة العبودية ‏ وكاتِبة وشاعرة أمريكية، ولدت في 25 يناير 1816 في نانتوكيت في الولايات المتحدة، وتوفي بنفس المكان في 18 فبراير 1901.